# خاما ۱۳۵۷
سیارک ۱۳۵۷ (به انگلیسی: 1357 Khama، نامگذاری:1935ND) هزار و سیصد و پنجاه و هفتمین سیارک کشف شده‌است که در ۲ ژوئیه ۱۹۳۵ کشف شد.
قدر مطلق سیارک برابر ۱۱٫۰۳ است.